# スーザン・バックリニー
スーザン・バックリニー（Susan Backlinie,  1946年9月1日 - 2024年5月11日）は、アメリカ合衆国の女優である。

## 来歴
1946年、カリフォルニア州ベンチュラに生まれる。1975年にスティーヴン・スピルバーグが監督した海洋パニック映画『ジョーズ』の最初の犠牲者役として知られている。ちなみにスピルバーグ監督が後に製作したコメディ映画『1941』へも出演しており、彼女の登場シーンは『ジョーズ』のパロディで、同作品ではサメが三船敏郎ら演じる日本兵らが操縦する日本軍の潜水艦に置き換えられている。女優以外にも水中撮影専門のスタントウーマン、アニマルトレーナーなどとしても知られている。
2024年5月11日の早朝、カリフォルニア州ベンチュラの自宅で死去。77歳没。心筋梗塞だった。

## 出演作品

### 映画
- ジョーズ Jaws (1975)
- The Grizzly and the Treasure (1975)
- A Stranger in My Forest (1976)
- パニック・イン・スタジアム Two-Minute Warning (1976)
- アニマル大戦争 Day of the Animals (1977)
- 1941 1941 (1979)
- マペットの大冒険/宝石泥棒をつかまえろ! The Great Muppet Caper (1981)

### テレビドラマ
- The Quest (1976)
- クォーク Quark (1978)
- 俺たち賞金稼ぎ!!フォール・ガイ The Fall Guy (1982)

## 参照
1. 1 2  “Susan Backlinie Biography”. 2014年7月13日閲覧。
2. ↑  “Susan Backlinie of JAWS fame passes away aged 77” (英語). The Daily Jaws (2024年5月11日). 2024年5月12日閲覧。
3. ↑  “『JAWS／ジョーズ』最初の犠牲者を演じた元女優、77歳で死去｜シネマトゥデイ”. シネマトゥデイ (2024年5月13日). 2024年11月19日閲覧。